# Karl-Erik Sahlberg
Karl-Erik Sahlberg, född 30 mars 1928 i Sankt Matteus församling, Stockholms stad, död 26 april 2018 i Lunds Allhelgona distrikt, Skåne län, var en svensk industriman.

## Biografi
Efter avgångsexamen från Kungliga Tekniska högskolan 1953 var Sahlberg driftsingenjör vid Henkel-Helios i Stockholm 1953–1956, verkstads- och servicechef vid Tetra Pak i Lund 1956–1960, teknisk direktör vid Åkerlund & Rausing i Västtyskland 1960–1964, teknisk direktör vid Åkerlund & Rausing i Lund 1964–1967, verkställande direktör för Arenco i Stockholm 1967, chef för maskindivisionen vid Svenska Tändsticksaktiebolaget i Stockholm, 1968–1975 samt verkställande direktör och koncernchef för Perstorp AB i Perstorp 1975–1991. 
Sahlberg var styrelseordförande i Perstorp AB 1991–1997, i Cardo 1986–1998, i Skandinaviska Enskilda Banken 1997–1998 och Skoogs AB 1983–1998. Han var vice ordförande i Skandinaviska Enskilda Banken 1989–1997; Tetra Laval Group. Han har även tillhört styrelsen för Sveriges Industriförbund och var dess ordförande 1989–1991. Han invaldes som ledamot av Ingenjörsvetenskapsakademien 1981 samt utnämndes till ekonomie hedersdoktor vid Lunds universitet och teknologie hedersdoktor vid Kungliga Tekniska högskolan i Stockholm.
Karl-Erik Sahlberg utsågs 1991 av den borgerliga regeringen till ordförande i det statliga affärsverket Vattenfall med uppdrag att omvandla det till aktiebolag - en stor omställning både formellt och i flera kulturella avseenden. Sahlberg innehade denna post fram till 1996 och hade därmed förtroende även hos den socialdemokratiska regeringen efter regeringsskiftet 1994. Han utsågs även till ordförande i Öresundskonsortiet med uppdrag att förbereda byggandet av Öresundsbron. 1993 utnämndes han av kung Carl XVI Gustaf till kabinettskammarherre. 2015 inrättade Sahlberg en stipendiefond för kemistudenter vid Lund Tekniska Högskola, där han även har varit ordförande.

## Utmärkelser och ledamotskap
- Ledamot av Vetenskapssocieteten i Lund (LVSL)[6]